# Porto Alegre
Porto Alegre (wym. [ˈpoɾtʊ aˈlɛɡɾɪ]ⓘ) – miasto w południowej Brazylii liczące razem z przedmieściami ponad 3 miliony mieszkańców.

## Geografia
Stolica stanu Rio Grande do Sul, port morski nad Lagoa dos Patos.

## Historia i kultura
Choć jego początki sięgają XVIII wieku, to miasto zostało oficjalnie założone w 1809. Stanowi ważne centrum dla kultury gaúcho; tak też zwykle określa się mieszkańców stanu. Znane jest m.in. z churrasco, pieczonego mięsa, oraz chimarrão, mocnej herbaty przygotowanej z yerba mate. Miasto zamieszkuje mieszanka europejskich grup etnicznych. W 1963 roku gościło ono uniwersjadę.

## Gospodarka
Porto Alegre stanowi ważny ośrodek przemysłowy Brazylii i główne miasto w ramach Mercosul. Znajduje się tu kilka uniwersytetów. W mieście rozwinął się przemysł spożywczy, skórzany, włókienniczy, chemiczny, metalowy, samochodowy, stoczniowy, elektrotechniczny oraz petrochemiczny.

## Polityka
Miasto znane jest ze swoich lewicowych preferencji, dlatego to tutaj miały miejsce pierwsze spotkania w ramach Światowego Forum Społecznego. Miasto stało się także znane dzięki eksperymentowi z demokracji uczestniczącej przy dorocznym planowaniu wydatków (budżet partycypacyjny).

## Transport
Porto Alegre jest ważnym węzłem komunikacyjnym. Przebiega przez niego wiele dróg i linii kolejowych. Od 1985 roku posiada metro. W mieście jest także międzynarodowe lotnisko Salgado Filho.

## Sport
W mieście konkurują ze sobą dwa kluby piłkarskie: Grêmio Porto Alegre i Internacional Porto Alegre. Pozostałe drużyny piłkarskie z siedzibą w Porto Alegre to EC São José i Monsoon FC.

## Znane osoby urodzone w Porto Alegre
- Gabriela Cé – brazylijska tenisistka
- Ronaldo de Assis Moreira
- Bruno Coutinho Martins
- Guilherme Haubert Sityá
- Laura Sito – brazylijska polityczka i członkini rady miasta w latach 2021–2023

## Miasta partnerskie
- Suzhou, Chiny
- Kanazawa, Japonia
- Petersburg, Rosja
- Saint-Denis, Francja
- Morano Calabro, Włochy
- Ribeira Grande, Portugalia
- La Plata, Argentyna
- Punta del Este, Urugwaj
- Natal, Brazylia
- Rosario, Argentyna
- Portalegre, Portugalia
- Austin, Stany Zjednoczone
- Newark, Stany Zjednoczone
- Horta, Portugalia